# Quincy Watts
| Rang                     | Leichtathlet      | Anzahl |
| ------------------------ | ----------------- | ------ |
| 1.                       | Michael Johnson   | 22     |
| 2.                       | Kirani James      | 10     |
| 3                        | Jeremy Wariner    | 9      |
| 3                        | LaShawn Merritt   | 9      |
| 5.                       | Wayde van Niekerk | 6      |
| 5.                       | Steven Gardiner   | 6      |
| 7.                       | Harry Reynolds    | 4      |
| 7.                       | Quincy Watts      | 4      |
| 7.                       | Isaac Makwala     | 4      |
| 7.                       | Michael Norman    | 4      |
| 7.                       | Muzala Samukonga  | 4      |
| Stand: 8. September 2024 |                   |        |

Quincy D. Watts (* 19. Juni 1970 in Detroit, Michigan) ist ein ehemaliger US-amerikanischer Leichtathlet und Olympiasieger.
Watts studierte an der University of Southern California, wo er nicht nur ein exzellenter Leichtathlet war, sondern auch ein Footballspieler. Während seiner Zeit an der High School war er auch ein guter Basketballspieler. Bei Beginn seines Trainings als Sprinter war er zuerst auf 100 und 200 Meter spezialisiert, aber sein Coach John Smith überredete ihn zur 400-Meter-Distanz, wo er schließlich auch seine Erfolge feierte. Bei den Weltmeisterschaften 1991 erreichte er im 4-mal-400-Meter-Staffellauf Platz zwei und 1993 Platz eins in der heute (Stand: 18. Juli 2024) noch geltenden Weltrekordzeit von 2:54,29 min.
Bei den Olympischen Spielen 1992 in Barcelona, Spanien, unterbot er im Halbfinale den 1968 von Lee Evans aufgestellten olympischen Rekord und siegte im Finale mit einem neuen olympischen Rekord in 43,50 s. Dies bedeutete für ihn die Goldmedaille, Silber ging an den vorherigen Olympiasieger Steve Lewis und Bronze an den Kenianer Samson Kitur. Eine weitere Goldmedaille gewann er mit der Mannschaft im 4-mal-400-Meter-Staffellauf mit seinen Teamkollegen Andrew Valmon, Michael Johnson und Steve Lewis, vor den Teams aus Kuba (Silber) und Großbritannien (Bronze). Bei den Olympischen Spielen 1996 in Atlanta kam er nach diversen Verletzungsproblemen nicht mehr zum Einsatz.